# Notre-Dame de Paris (musical)
Notre-Dame de Paris és un musical estrenat el 18 de setembre de 1998 a París al Palais des Congrès. L'espectacle estava inspirat en la novel·la homònima de Víctor Hugo. Les lletres són de Luc Plamondon i la música de Richard Cocciante. La posada en escena el 1998 va ser de Gilles Maheu.

## Història
Després de l'estrena a París, Notre-Dame de Paris ha estat representada a nombroses ciutats a França, Bèlgica, Suïssa i al Quebec. El 2000 s'estrenà una versió abreujada en anglès a Las Vegas; i posteriorment es representaria a Londres, on va tenir un èxit moderat.
L'adaptació en italià va representar-se a Roma i a Verona. La versió en castellà va representar-se al BTM de Barcelona el 2001. També existeix una versió en rus que es representà a Moscou.
Una gira internacional en francès voltà durant el 2005 per Pequín, Xangai, Seül i Taiwan abans de tornar a París al desembre de 2005.
Després del 2009 està planificada una gira d'aniversari amb el grup original, realitzant-se un concert (com el que es va fer a Londres per l'aniversari de Les Misérables, amb una orquestra simfònica. Les primeres dates van anunciar-se a Rússia i a Ucraïna pel desembre de 2010.

## Cançons
| I Acte - Ouverture - Orquestra - Le temps des cathédrales - Gringoire - Les sans-papiers - Clopin & Cor - Intervention de Frollo - Frollo & Phœbus - Bohémienne - Esmeralda - Esmeralda tu sais - Clopin - Ces diamants-là - Fleur-de-Lys & Phœbus - La fête des fous - Gringoire & Cor - Le Pape des Fous - Quasimodo - La sorcière - Frollo & Quasimodo - L'enfant trouvé - Quasimodo - Les portes de Paris - Gringoire - Tentative d'enlèvement - Phœbus & Esmeralda - La Cour des miracles - Clopin, Cor & Esmeralda - Le mot Phœbus - Esmeralda & Gringoire - Beau comme le soleil - Esmeralda & Fleur-de-Lys - Déchiré - Phœbus - Anarkia - Frollo & Gringoire - À boire! - Cor, Frollo & Quasimodo - Belle - Quasimodo, Frollo & Phœbus - Ma maison, c'est ta maison - Quasimodo & Esmeralda - Ave Maria païen - Esmeralda - Je sens ma vie qui bascule - Frollo - Tu vas me détruire - Frollo - L'ombre - Phœbus & Frollo - Le Val d'Amour - Gringoire, Cor & Phœbus - La volupté - Phœbus & Esmeralda - Fatalité - Gringoire, Frollo, Quasimodo, Clopin & Fleur-de-Lys | II Acte - Florence - Frollo & Gringoire - Les cloches - Gringoire, Frollo, Quasimodo & Cor - Où est-elle? - Frollo, Gringoire & Clopin - Les oiseaux qu'on met en cage - Esmeralda & Quasimodo - Condamnés - Clopin & Cor - Le procès - Frollo & Esmeralda - La torture - Frollo & Esmeralda - Phœbus - Esmeralda - Être prêtre et aimer une femme - Frollo - La monture - Fleur-de-Lys - Je reviens vers toi - Phœbus - Visite de Frollo à Esmeralda - Frollo & Esmeralda - Un matin tu dansais - Frollo & Esmeralda - Libérés - Quasimodo, Clopin, Esmeralda, Gringoire & Cor - Lune - Gringoire - Je te laisse un sifflet - Quasimodo & Esmeralda - Dieu que le monde est injuste - Quasimodo - Vivre - Esmeralda - L'attaque de Notre-Dame - Clopin, Frollo, Phœbus, Esmeralda, Gringoire & Cor - Déportés - Phœbus & Cor - Mon maître, mon sauveur - Quasimodo & Frollo - Donnez-la moi - Quasimodo - Danse mon Esmeralda - Quasimodo - Danse mon Esmeralda (reprise) - Orquestra - Le temps des cathédrales (reprise) - Gringoire & Companyia |

## Repartiments
| Any             | País                   | Personatges | Personatges                                                                    | Personatges                                                         | Personatges                                                | Personatges                                                    | Personatges                                     | Personatges                                                          |
| Any             | País                   | Esmeralda | Quasimodo                                                                      | Frollo                                                              | Gringoire                                                  | Phœbus                                                         | Clopin                                          | Fleur-de-Lys                                                         |
| --------------- | ---------------------- | --- | ------------------------------------------------------------------------------ | ------------------------------------------------------------------- | ---------------------------------------------------------- | -------------------------------------------------------------- | ----------------------------------------------- | -------------------------------------------------------------------- |
| 1998 (original) | França                 | Noa / Hélène Ségara | Garou                                                                          | Daniel Lavoie                                                       | Bruno Pelletier                                            | Patrick Fiori                                                  | Luck Mervil                                     | Julie Zenatti                                                        |
| 1998            | França                 | Nadia Bell | Jérôme Collet Matt Laurent                                                     | Jérôme Collet                                                       | Damien Sargue                                              | Damien Sargue                                                  | Roddy Julienne                                  | Claire Cappelletti                                                   |
| 1999-2001       | França                 | Hélène Ségara Julie Zenatti Nadia Bel France D'Amour                                                                             | Aly Amara                                                                      | Herbert Léonard Jérôme Collet                                       | Renaud Hantson                                             | Richard Charest                                                | Roddy Julienne                                  | Veronica Antico                                                      |
| 1999            | Estats Units d'Amèrica | Janine Masse | Doug Storm                                                                     | Francis Ruivivar                                                    | Deven May                                                  | Mark W Smith                                                   | David Jennings                                  | Jessica Grové                                                        |
| 2000            | Estats Units d'Amèrica | Jessica Grové | Paul Bisson                                                                    | Eric T Hart                                                         | Jean-François Breau                                        | Torny Torres                                                   | Marz                                            | Anne Meson                                                           |
| 2000            | Canadà (Quebec)        | France D'Amour | Mario Pelchat                                                                  | Robert Marien                                                       | Sylvain Cossette                                           | Pierre Bénard-Conway                                           | Charles Biddle                                  | Natasha St-Pier                                                      |
| 2000            | Regne Unit             | Tina Arena | Garou                                                                          | Daniel Lavoie                                                       | Bruno Pelletier                                            | Steve Balsamo                                                  | Luck Mervil                                     | Natasha St-Pier                                                      |
| 2001            | Regne Unit             | Dannii Minogue | Mike Scott                                                                     | Nicholas Pound                                                      | David Shannon                                              | Steven Judkins                                                 | Rohan Reckord                                   | Kate Pinell                                                          |
| 2001            | França                 | Shirel Nadia Bel Anne Meson | Adrian Devil Jérôme Collet                                                     | Michel Pascal Jérôme Collet                                         | Cyril Niccolaï Laurent Bàn                                 | Richard Charest Laurent Bàn                                    | Roddy Julienne Eddie Soroman                    | Veronica Antico Claire Cappelletti Anne Meson                        |
| 2001            | Espanya                | Tahis Ciurana | Albert Martinez                                                                | Enrique Sequero                                                     | Daniel Angles                                              | Lisardo Guarinos                                               | Paco Arroho                                     | Elvira Prado                                                         |
| 2001            | Itàlia                 | Lola Ponce Rosalia Misseri Ilaria Andreini Leyla Martinucci Chiara Di Bari Sabrina De Siena Claudia Paganelli Alessandra Ferrari | Giò Di Tonno Fabrizio Voghera Luca Maggiore Giordano Gambogi Leonardo Di Minno | Vittorio Matteucci Christian Gravina Fabrizio Voghera Luca Velletri | Matteo Setti Heron Borelli Mattia Inverni Roberto Sinagoga | Graziano Galatone Heron Borelli Alberto Mangia Vinci           | Marco Guerzoni Christian Mini Aurelio Fierro JR | Claudia D'Ottavi Chiara Di Bari Ilaria DeAngelis Valentina Spreca    |
| 2002            | Rússia                 | Svetlana Svetikova Teona Dol'nikova Diana Savelieva                                                                              | Vyacheslav Petkun Timur Vedernikov Valery Yaremenko                            | Alexander Marakulin Igor Balalaev Alexander Golubev                 | Alexander Postolenko Vladimir Dybsky                       | Anton Makarsky Edward Shulzhevsky Màxim Novikov Àlexey Sekirïn | Sergei Li Viсtor Burko Viсtor Esin              | Anastasia Stotskàïa Catherine Maslovskaïa Julia Liseeva Anna Pingina |
| 2008            | Corea                  | Choi Sung-hee | Yun Hyeong-ryeol                                                               | Seo Beom-seok                                                       | Kim Tae-hun                                                | Kim Sung-min                                                   | Lee Jeong-yeol                                  | Kim Jeong-hyeon                                                      |
| 2010            | Bèlgica                | Sandrine Van Handenhoven | Gene Thomas                                                                    | Wim Van Den Driessche                                               | Dennis ten Vergert                                         | Tim Driesen                                                    | Clayton Peroti                                  | Jorien Zeevaart                                                      |